# Spasibo (Nikolaj Noskov)
Spasibo è un singolo del cantautore russo Nikolaj Noskov, pubblicato nel 2003 come primo estratto dal quarto album in studio Po pojas v nebe.

## Video musicale
Il videoclip è stato girato nel settembre 2003 in Ucraina, dalla ragione e dal momento che è già abbastanza freddo nel territorio della Russia in quel periodo dell'anno.